# Římskokatolická církev v Austrálii
Římskokatolická církev v Austrálii v současné době představuje největší křesťanskou církev na tomto kontinentu. Sčítání lidu v roce 2006 mluví o 5 704 000 obyvatelích, kteří se hlásí ke katolické církvi, tedy 27,56 % populace  První katolíci byli přítomni již na tzv. První britské flotile, která dorazila k australským břehům na začátku roku 1788, nejčastěji se jednalo o Iry. Katolická církev je v Austrálii největším poskytovatelem služeb v oblasti zdravotnictví, vzdělávání a charity. Sociální katolické služby mají v Austrálii 63 členských organizací a pomáhají ročně asi miliónu lidí, v katolických školách se vzdělává asi 650 000 studentů (18 % studentské populace). První kanonizovanou australskou světicí se stala Mary MacKillopová, zakladatelka řeholní společnosti, kanonizovaná v roce 2010. Papežovým představitelem v Austrálii je apoštolský nuncius.

## Organizační struktura římskokatolické církve v Austrálii
Australská katolická biskupská konference má v čele arcibiskupa Marka Coleridge.
V kardinálském kolegiu je Austrálie zastoupena jedním kardinálem, jímž je George Pell, emeritní sydneyský arcibiskup, který má právo volit v konkláve.
Austrálie má 1363 farností, rozdělených do 32 diecézí sdružených do pěti církevních provincií:
- Arcidiecéze Adelaide
  - Diecéze Darwin
  - Diecéze Port Pirie

- Arcidiecéze Brisbane
  - Diecéze Cairns
  - Diecéze Rockhampton
  - Diecéze Toowoomba
  - Diecéze Townsville

- Arcidiecéze Melbourne
  - Diecéze Ballarat
  - Diecéze Sale
  - Diecéze Sandhurst

- Arcidiecéze Perth
  - Diecéze Broome
  - Diecéze Bunbury
  - Diecéze Geraldton

- Arcidiecéze Sydney
  - Diecéze Armidale
  - Diecéze Bathurst
  - Diecéze Broken Bay
  - Diecéze Lismore
  - Diecéze Maitland-Newcastle
  - Diecéze Parramatta
  - Diecéze Wagga Wagga
  - Diecéze Wilcannia-Forbes
  - Diecéze Wollongong

- Bezprostředně podřízeny Svatému Stolci jsou:
  - Arcidiecéze Canberra a Goulburn (připojena k provincii Sydney)
  - Arcidiecéze Hobart (připojena k provincii Melbourne)
  - Katolická diecéze Australských obranných sil (připojená k provincii Sydney)
  - Chaldejská katolická eparchie svatého Tomáše Apoštola v Sydney (eparchie chaldejské církve připojená k provincii Sydney)
  - Maronitská eparchie sv. Marona v Sydney (marontská eparchie připojená k provincii Sydney)
  - Melchitská eparchie sv. Michaela Archanděla v Sydney (melchitská eparchie připojená k provincii Sydney)
  - Eparchie sv. Petra a Pavla v Melbourne (ukrajinská řeckokatolická eparchie připojená k provincii Melbourne)
  - Eparchie Svatého Tomáše apoštola v Melbournu (Syrsko-malabarská katolická církev)
  - Osobní ordinariát Naší Paní Jižního kříže pro bývalé anglikány vznikl 15. června 2012.